# 34 aC

L'any 34 a. C. va ser un any comú començat en divendres, dissabte o diumenge, o un any de traspàs començat en divendres o dissabte (les fonts difereixen) del calendari julià. També va ser un any comú començat en divendres del calendari julià proléptico. En aquella època, era conegut com l'Any del consolat d'Antonio i Libo (o menys sovint, any 720 Ab urbe condita). Denominació 34 a. C. Per a aquest any s'ha utilitzat des de l’inici del període medieval, quan Anno Domini (A. D.) es va convertir en el mètode prevalent a Europa per anomenar els anys.

## Esdeveniments
Imperi romà
- Triomf del llegat de Octaviano, L. *Marcio Filip.[1]
- Marc Antoni i Luci Semproni Atratí cònsols: A Roma  van nomenar Marc Antoni cònsol, però com que no es va presentar a assumir el càrrec, van nomenar en lloc seu a Luci Semproni Atratí.[2]
- August pacifica Dalmàcia, Illyricum, i Pannònia, mentre que Antony recupera Armènia de l'Imperi Part.
- Tardor - Les donacions d'Alexandria: Marc Antoni distribuig la regió dels regnes als seus fills per Faraó Cleòpatra VII: Alexandre Heli, Cleòpatra Selene i Ptolemeu Filadelf.

## Necrològiques
- Gai Sal·lusti Crisp historiador de la caiguda de la República Romana.